# Torpedo Kutaisi
Torpedo Kutaisi är en georgisk fotbollsklubb från Kutaisi.
Klubben spelar sina hemmamatcher på Givi Kiladze-stadion. Säsongen 2005/06 spelade klubben i kvalificeringsrundan till Uefacupenen. Klubben drog sig tillbaka från den georgiska högstaligan Umaglesi Liga efter säsongen 2006/07 på grund av dåliga finanser och man började spela i Pirveli Liga, Georgiens andraliga. Sedan säsongen 2010/2011 spelar man återigen i Umaghlesi Liga.

## Namnhistoria
- 1946: Grundad som Torpedo Kutaisi
- 1949: Namnbyte till Lokomotivi Kutaisi
- 1960: Namnbyte till FK Torpedo Kutaisi
- 1990: Namnbyte till FK Kutaisi
- 1992: Namnbyte till Torpedo Kutaisi
- 2008: Namnbyte till Torpedo-2008 Kutaisi

## Torpedo i Europa
| Säsong  | Tävling               | Runda             | Land       | Klubb           | Hemma | Borta |
| ------- | --------------------- | ----------------- | ---------- | --------------- | ----- | ----- |
| 1998-99 | Intertotocupen        | Första rundan     | Armenien   | Erebuni Jerevan | 6:0   | 1:1   |
| 1998-99 | Intertotocupen        | Andra rundan      | Belgien    | Lommel          | 1:2   | 1:0   |
| 1999–00 | Uefacupen             | Kval              | Estland    | Lantana         | 4:2   | 5:0   |
| 1999–00 | Uefacupen             | Första rundan     | Grekland   | AEK             | 0:1   | 1:6   |
| 2000–01 | Uefa Champions League | Andra kvalrundan  | Serbien    | Crvena Zvezda   | 2:0   | 0:4   |
| 2001-02 | Uefa Champions League | Första kvalrundan | Nordirland | Linfield        | 1:0   | 0:0   |
| 2001-02 | Uefa Champions League | Andra kvalrundan  | Danmark    | Köpenhamn       | 1:1   | 1:3   |
| 2002-03 | Uefa Champions League | Första kvalrundan | Färöarna   | B36 Torshavn    | 5:2   | 1:0   |
| 2002-03 | Uefa Champions League | Andra kvalrundan  | Tjeckien   | Sparta Prag     | 1:2   | 0:3   |
| 2003-04 | Uefacupen             | Kvalrundan        | Frankrike  | Lens            | 0:2   | 0:3   |
| 2005-06 | Uefacupen             | Första kvalrundan | Belarus    | BATE            | 0:1   | 0:5   |
| 2012-13 | Uefa Europa League    | Första kvalrundan | Kazakstan  | Aktobe          | 1:1   | 0:1   |

## Tränare

### Tränarhistoria
- Giorgi Kiknadze (feb 2007 – mar 2007)
- Nestor Mumladze (jul 2010 – sep 2010)
- Gia Gigatadze (nov 2010 – jun 2011)
- Giorgi Kiknadze (jul 2011 – sep 2011)
- Gia Gegutjadze (okt 2011 – )

## Meriter
- Georgiska SSR-ligan

Mästare: 1949
- Umaghlesi Liga

Mästare: 2000, 2001, 2002
Tvåa: 1999, 2003, 2005
Trea: 1991, 1994, 2012, 2013
- Georgiska cupen

Mästare: 1999, 2001, 2016, 2018
Finalist: 2000, 2002, 2004, 2011, 2017
- Turkmenistanska presidentcupen

Mästare: 2002
Tvåa: 2004

## Sponsorer
| Period    | Kittillverkare | Kitsponsor |
| 2010-2011 | Saller         | WISSOL     |
| 2011-2012 | JAKO           | WISSOL     |
| 2012-2013 | Nike           | WISSOL     |
| --------- | -------------- | ---------- |